# Snebordet

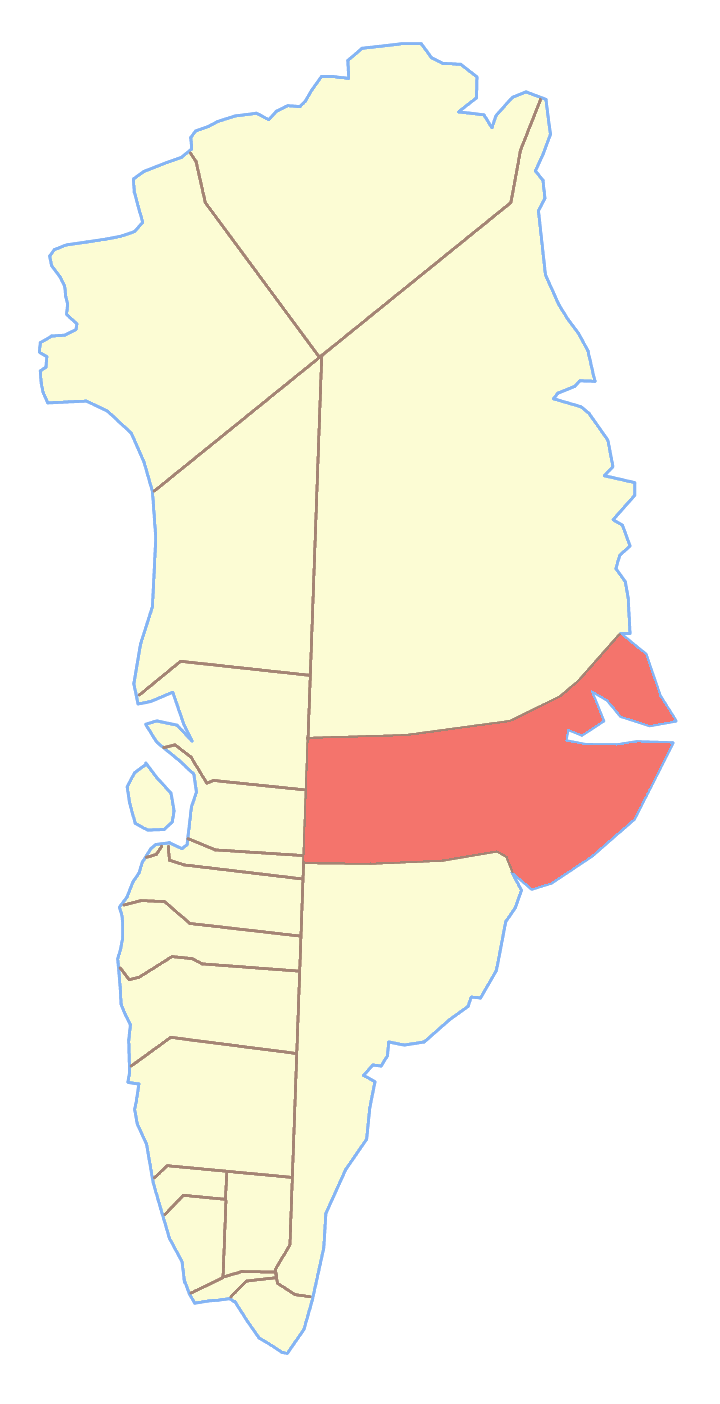
Ex comune di Ittoqqortoormiit, dove si trovava lo Snebordet

Lo Snebordet è una montagna della Groenlandia di 3150 m; è il più basso dei sei monti dell'isola che superano i 3000 m. Si trova a 68°58'N 30°49'O; appartiene al comune di Sermersooq.